# Elasmopus rapax
Elasmopus rapax is een vlokreeftensoort uit de familie van de Maeridae. De wetenschappelijke naam van de soort is voor het eerst geldig gepubliceerd in 1853 door Costa.